# 김윤중 (신라)
김윤중(金允中)은 가야의 왕족 출신으로 신라의 군인이자 정치인이다. 발해 원정군의 지휘관이다. 김유신의 손자이다.

## 생애
신라 성덕왕 때 대아찬(大阿湌)으로 왕의 총애를 받아 중시(中侍)에 임명되어 다른 왕족들이 그를 시기하였다.  
어느 한가윗날 성덕왕이 월성의 언덕에 올라 주변 경치를 살펴보며 측근들과 술자리를 벌이고 있었다. 술기운이 퍼질 무렵 성덕왕은 “김윤중은 이리 가까이 오라”는 명을 내렸다. 이때 한 신하가 지적질을 해댔다.
“전하! 왕실의 친인척도 있고 부를 사람도 많은데 어찌 멀리 앉아 있는 신하(김윤중)를 부르려 하십니까.”
그러나 성덕왕은 단칼에 일축했다.
“지금 과인이 여러분과 무사태평 술자리를 즐기는 것은 다 김윤중의 할아버지(김유신) 덕분이 아닙니까. 과인이 여러분의 간언을 듣고 김유신의 공로를 잊는다면 의리가 아닐 것이오. 그 자손들을 잘 대우하는 게 의리일 것입니다. 윤중은 이리 가까이 오너라.”
그 뿐이 아니었다. 성덕왕은 절영도의 명마를 하사했다.
733년(성덕왕 32년) 당나라에서 사신을 보내 이르기를 발해를 치고자 하니 신라에게 군사를 요청하였다. 
김윤중이 발해원정군의 지휘관으로 지목되고 그의 아우 김윤문(金允文) 등 세 장군이 발해를 치러 갔으나 큰 눈이 내리고 길이 험해 발해원정은 실패로 돌아갔다.

## 가족 관계
- 아버지: 김삼광(金三光)
  - 부인: 이씨(李氏) - 아찬 이흥덕(李興德)의 딸
    - 아들: 김융(金融)
      - 손자: 김장청(金長淸)
      - 손부: 박씨(朴氏) - 박회(朴檜)의 딸
        - 증손: 김웅원(金雄元)
        - 증손: 김웅윤(金雄允)

      - 서손: 김암(金巖)